# 53-я авиационная дивизия дальнего действия
53-я авиационная Сталинградская дивизия дальнего действия (53-я ад дд) — авиационное соединение Военно-Воздушных сил (ВВС) Вооружённых Сил РККА дальней бомбардировочной авиации, принимавшее участие в боевых действиях Великой Отечественной войны.

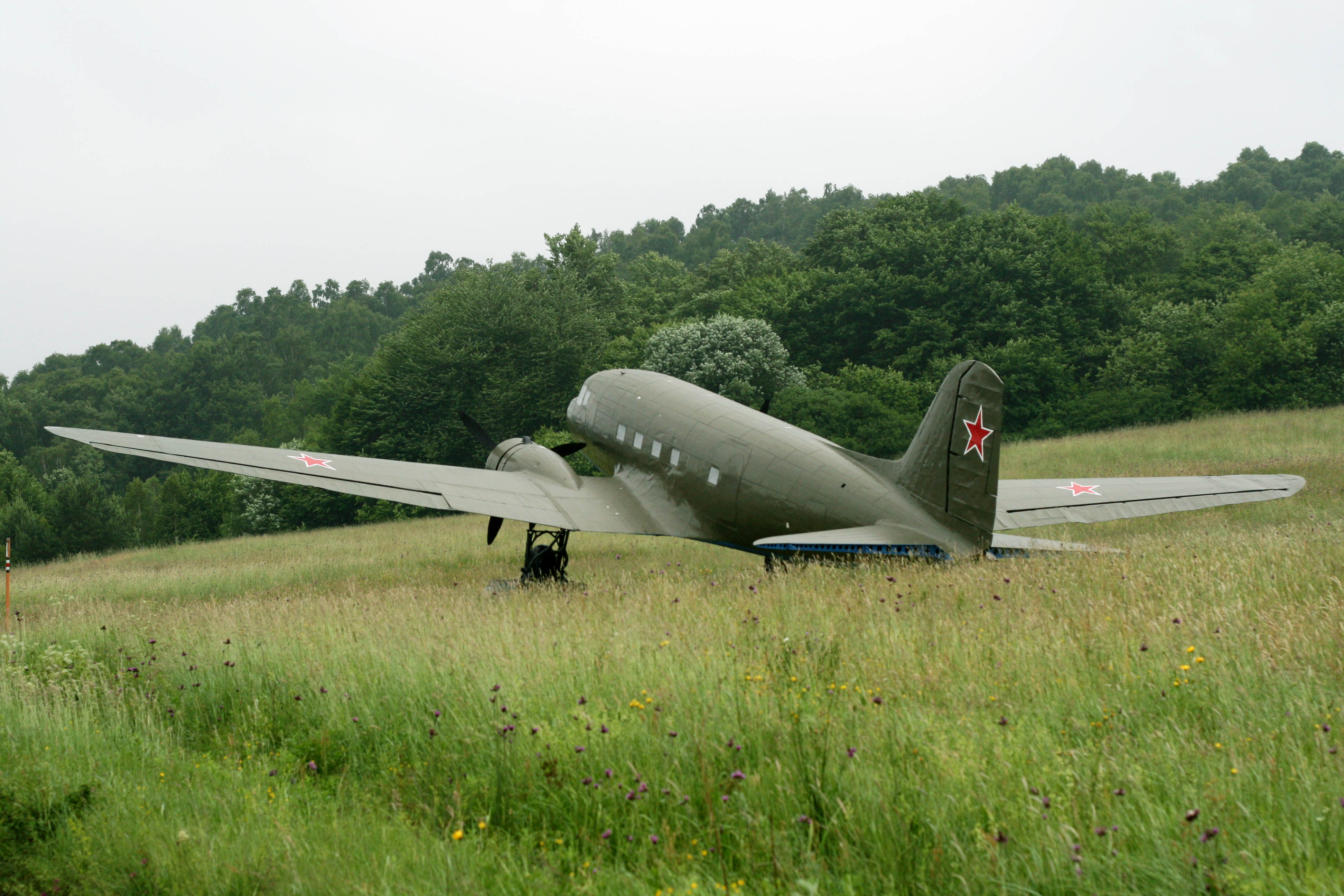
Основной самолёт дивизии Ли-2

## История наименований
- 23-я смешанная авиационная дивизия;
- 23-я тяжёлая бомбардировочная авиационная дивизия;
- 53-я авиационная дивизия дальнего действия;
- 53-я авиационная Сталинградская дивизия дальнего действия;
- 53-я бомбардировочная авиационная Сталинградская дивизия.

## История и боевой путь дивизии
Дивизия сформирована на базе 23-й тяжёлой авиадивизии, которая 16 марта 1942 года вошла в состав авиации дальнего действия. 20 марта 1942 года 23-я тяжёлая бомбардировочная авиационная дивизия преобразована в 53-ю авиационную дивизию дальнего действия.
До конца июля 1942 года дивизия действовала в интересах Воронежского фронта. Её части наносили бомбовые удары по войскам противника в районе Касторное, уничтожали наведённые переправы на реке Дон. В ходе Сталинградской битвы дивизия совершала вылеты с аэродромов Мичуринск, затем ст. Ново-Александровка (под Армавиром). Её основными задачами были: нанесение бомбовых ударов по скоплениям резервов, танков и мотомехчастей; бомбардировка железнодорожных станций, эшелонов, складов боеприпасов и горючего; уничтожение переправ через реку Дон западнее Сталинграда, уничтожение самолётов на аэродромах.
В декабре 1942 — январе 1943 года части дивизии поддерживали наземные войска в ходе контрнаступления под Сталинградом и в операциях по разгрому окружённой группировки противника. 27 мая 1944 года дивизии присвоено почётное наименование Сталинградская, а её 1-й авиационный полк преобразован в 1-й гвардейский.
В дальнейшем дивизия в составе 5-го авиационного корпуса дальнего действия участвовала в нанесении ударов по танковым группировкам, пехоте противника в районах сосредоточения и на поле боя, железнодорожным узлам и эшелонам, переправам и мостам в полосах боевых действий Юго-Западного и Северо-Западного фронтов, в операциях на Кубани и в Курской битве.
С августа 1943 года дивизия, ведя бои на полтавском направлении, участвовала в освобождении городов Люботин и Миргород.
В январе — марте 1944 года дивизия успешно действовала в Ленинградско-Новгородской операции и при освобождении городов Красное Село и Красногвардейск, Ропши. В период прорыва блокады Ленинграда дивизия вела боевую работу по разрушению укреплений немцев и нанесению бомбовых ударов по столице Финляндии городу Хельсинки, выполнив при этом в интересах Ленинградского фронта 1175 боевых вылетов. 
А летом дивизия участвовала в Бобруйской и Белостокской наступательных операциях, освобождении городов Бобруйск, Соколка и Белосток.
В сентябре 1944 года полки дивизии принимали участие в воздушно-десантной операции с высадкой десанта в тылу противника на территории Чехословакии на аэродром Тридута.
Дивизия принимала участие в операциях:
- Сталинградская оборонительная операция — с 18 июля 1942 года по 18 ноября 1942 года.
- Харьковская операция — с 2 февраля 1943 года по 25 марта 1943 года.
- Орловская наступательная операция — с 12 июля 1943 года по 18 августа 1943 года.
- Белгородско-Харьковская стратегическая наступательная операция (1943) — с 3 августа 1943 года по 23 августа 1943 года.
- Красносельско-Ропшинская наступательная операция — с 14 января 1944 года по 30 января 1944 года.
- Ленинградско-Новгородская операция — с 14 января 1944 года по 1 марта 1944 года.
- Воздушная операция против Финляндии — с 6 февраля 1944 года по 27 февраля 1944 года.
- Бобруйская наступательная операция — с 24 июня 1944 года по 29 июня 1944 года.
- Белостокская наступательная операция — с 5 июля 1944 года по 27 июля 1944 года.

В составе действующей армии дивизия находилась с 20 марта 1942 года по 26 декабря 1944 года.
В связи с переформированием дальней авиации в 18-ю воздушную армию Директивой Генерального Штаба № орг.10/315706 от 26 декабря 1944 года 53-я авиационная Сталинградская дивизия дальнего действия переименована в 53-ю бомбардировочную авиационную Сталинградскую дивизию и введена в состав 4-го гвардейского бомбардировочного авиационного корпуса дальнего действия.

### Командир дивизии
| Звание                           | Имя                      | Период                                     | Примечание |
| -------------------------------- | ------------------------ | ------------------------------------------ | ---------- |
| Полковник, генерал-майор авиации | Георгиев Иван Васильевич | с 15 декабря 1941 года по 2 июня 1943 года |            |
| Полковник, генерал-майор авиации | Лабудев Василий Иванович | с 3 июня 1943 года по 26 декабря 1944 года |            |

### В составе объединений
| Дата          | Армия                          | Корпус                                   | Примечание |
| ------------- | ------------------------------ | ---------------------------------------- | ---------- |
| 20.03.1942 г. | Дальнебомбардировочная авиация |                                          |            |
| 27.05.1943 г. | Авиация дальнего действия      | 5-й авиационный корпус дальнего действия |            |
| 26.12.1944 г. | Авиация дальнего действия      | 5-й авиационный корпус дальнего действия |            |

### Части и отдельные подразделения дивизии
За весь период своего существования боевой состав дивизии оставался постоянным:
| Период                        | Наименование                                        | Вооружение                    |
| ----------------------------- | --------------------------------------------------- | ----------------------------- |
| 20.03.1942 г. — 18.08.1942 г. | 1-й авиационный полк дальнего действия              | переименован в 1-й гв. ап дд  |
| 18.08.1942 г. — 26.12.1944 г. | 1-й гвардейский авиационный полк дальнего действия  | переименован в 1-й гв. бап    |
| 20.03.1942 г. — 18.09.1942 г. | 3-й авиационный полк дальнего действия              | переименован в 23-й гв. ап дд |
| 18.09.1942 г. — 26.12.1944 г. | 23-й гвардейский авиационный полк дальнего действия | переименован в 239-й гв. бап  |
| 20.03.1942 г. — 26.03.1943 г. | 7-й авиационный полк дальнего действия              | переименован в 7-й гв. ап дд  |
| 26.03.1943 г. — 01.06.1943 г. | 7-й гвардейский авиационный полк дальнего действия  | передан в 54-ю ад дд          |
| 04.06.1944 г. — 26.12.1944 г. | 336-й авиационный полк дальнего действия            | переименован в 336-й бап      |

## Присвоение гвардейских званий
- За образцовое выполнение боевых задач и проявленные при этом мужество и героизм 1-й авиационный полк дальнего действия Приказом НКО № 250 от 18 августа 1942 года переименован в 1-й гвардейский авиационный полк дальнего действия.
- За образцовое выполнение боевых задач и проявленные при этом мужество и героизм 7-й авиационный полк дальнего действия Приказом НКО № 0137 от 26 марта 1943 года переименован в 7-й гвардейский авиационный полк дальнего действия.
- За образцовое выполнение боевых задач и проявленные при этом мужество и героизм 3-й авиационный полк дальнего действия Приказом НКО № 274 от 18 сентября 1943 года переименован в 23-й гвардейский авиационный полк дальнего действия.

## Почётные наименования
- 53-й авиационной дивизии дальнего действия Приказом НКО № 0137 от 27 мая 1944 года присвоено почётное наименование «Сталинградская» .
- 1-му гвардейскому авиационному Краснознамённому полку дальнего действия Приказом НКО № 0137 от 27 мая 1944 года присвоено почётное наименование «Брянский».
- 23-му гвардейскому авиационному полку дальнего действия Приказом НКО № 0137 от 27 мая 1944 года присвоено почётное наименование «Белгородский».

## Награды
- 1-й гвардейский авиационный полк дальнего действия Указом Президиума Верховного Совета СССР от 18 сентября 1943 года награждён орденом «Красного Знамени».
- 7-й гвардейский авиационный полк дальнего действия Указом Президиума Верховного Совета СССР награждён орденом «Красного Знамени».
- 23-й гвардейский авиационный полк дальнего действия Указом Президиума Верховного Совета СССР награждён орденом «Красного Знамени».

## Герои Советского Союза
- Агеев Леонид Николаевич, старший лейтенант, штурман отряда 7-го авиационного полка дальнего действия 53-й авиационной дивизии дальнего действия Указом Президиума Верховного Совета СССР от 25 марта 1943 года удостоен звания Герой Советского Союза. Золотая Звезда № 832.
- Бобин Николай Алексеевич, капитан, командир отряда 7-го авиационного полка дальнего действия 53-й авиационной дивизии дальнего действия Указом Президиума Верховного Совета СССР от 31 декабря 1941 года удостоен звания Герой Советского Союза. Золотая Звезда № 778.
- Волков Дмитрий Петрович, капитан, штурман эскадрильи 3-го авиационного полка дальнего действия 53-й авиационной дивизии дальнего действия 5-го авиационного корпуса авиации дальнего действия Указом Президиума Верховного Совета СССР от 18 сентября 1943 года удостоен звания Герой Советского Союза. Золотая Звезда № 1746.
- Корунов Иван Михайлович, капитан, штурман эскадрильи 1-го Гвардейского авиационного полка дальнего действия 53-й авиационной дивизии дальнего действия 5-го авиационного корпуса авиации дальнего действия Указом Президиума Верховного Совета СССР от 13 марта 1944 года удостоен звания Герой Советского Союза. Золотая Звезда № 3361.
- Котелков Александр Николаевич, капитан, заместитель командира эскадрильи 336-го авиационного полка дальнего действия 53-й авиационной дивизии дальнего действия 5-го авиационного корпуса авиации дальнего действия Указом Президиума Верховного Совета СССР от 29 июня 1945 года удостоен звания Герой Советского Союза. Золотая Звезда № 8043.
- Криворотченко Сергей Данилович, майор, заместитель командира эскадрильи 3-го авиационного полка дальнего действия 53-й авиационной дивизии дальнего действия Указом Президиума Верховного Совета СССР от 31 декабря 1941 года удостоен звания Герой Советского Союза. Посмертно.
- Куракин Николай Семёнович, капитан, командир отряда 3-го авиационного полка дальнего действия 53-й авиационной дивизии дальнего действия Указом Президиума Верховного Совета СССР от	27 июля 1943 года удостоен звания Герой Советского Союза. Посмертно.
- Мосолов Александр Ильич, майор, командир эскадрильи 3-го авиационного полка дальнего действия 53-й авиационной дивизии дальнего действия 5-го авиационного корпуса авиации дальнего действия Указом Президиума Верховного Совета СССР от 18 сентября 1943 года удостоен звания Герой Советского Союза. Золотая Звезда № 1742.
- Сапожников Владимир Васильевич, майор, заместитель командира эскадрильи 23-го Гвардейского авиационного полка дальнего действия 53-й авиационной дивизии дальнего действия 5-го авиационного корпуса авиации дальнего действия Указом Президиума Верховного Совета СССР от 19 августа 1944 года удостоен звания Герой Советского Союза. Золотая Звезда № 4461.

## Благодарности
Воинам дивизии в составе 5-го корпуса объявлены благодарности Верховного Главнокомандования:
- За отличия в боях при прорыве обороны немцев на Могилёвском направлении и форсировании реки Проня западнее города Мстиславль, при овладении районным центром Могилёвской области — городом Чаусы и освобождении более 200 других населённых пунктов, среди которых Черневка, Ждановичи, Хоньковичи, Будино, Васьковичи, Темривичи и Бординичи[11].
- За отличие в боях при овладении столицей Советской Белоруссии городом Минск — важнейшим стратегическим узлом обороны немцев на западном направлении[12].
- За отличие в боях при овладении областным центром Белоруссии городом и крепостью Брест (Брест-Литовск) — оперативно важным железнодорожным узлом и мощным укреплённым районом обороны немцев на варшавском направлении[13].